# Золвит
Золвит (њем. Sollwitt) општина је у њемачкој савезној држави Шлезвиг-Холштајн. Једно је од 132 општинска средишта округа Нордфризланд. Према процјени из 2010. у општини је живјело 306 становника. Посједује регионалну шифру (AGS) 1054123.

## Географски и демографски подаци
Золвит се налази у савезној држави Шлезвиг-Холштајн у округу Нордфризланд. Општина се налази на надморској висини од 23 метра. Површина општине износи 11,0 km². У самом мјесту је, према процјени из 2010. године, живјело 306 становника. Просјечна густина становништва износи 28 становника/km².